# Llista de peixos del riu Marañón

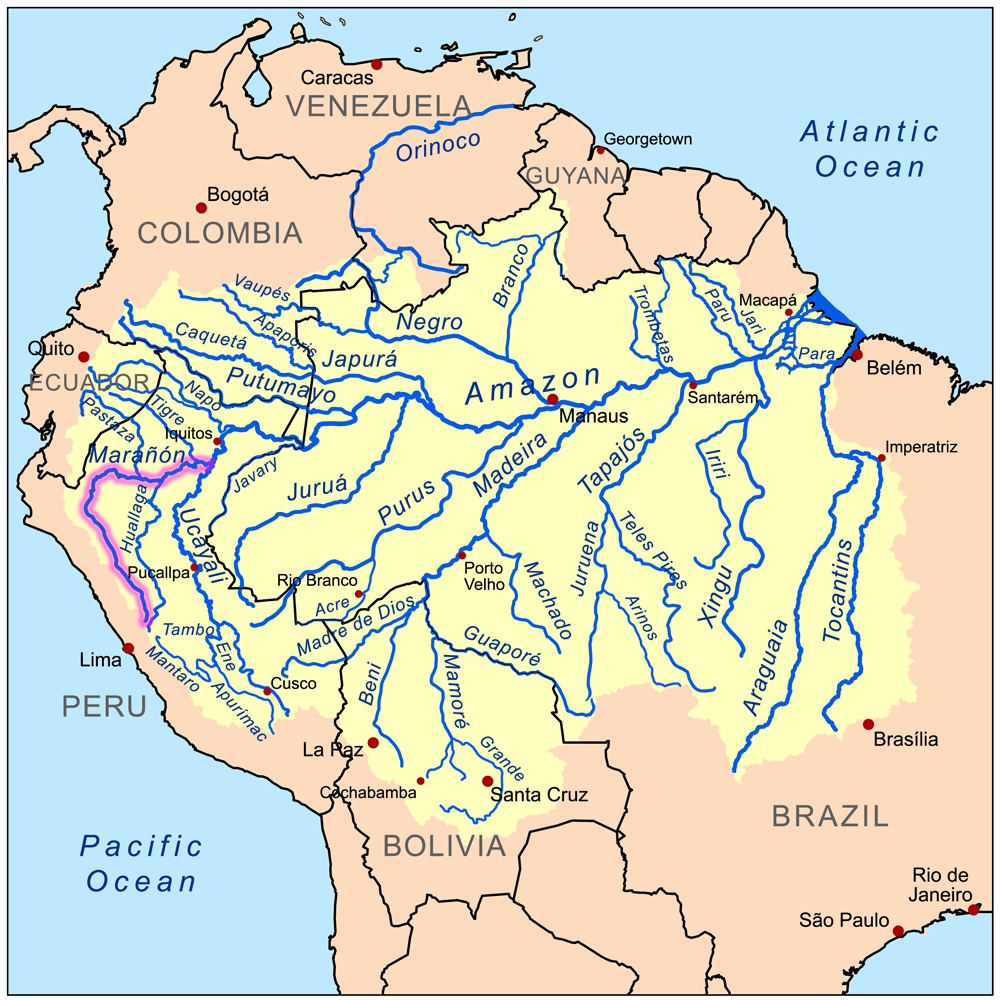
Conca de l'Amazones amb el riu Marañón ressaltat

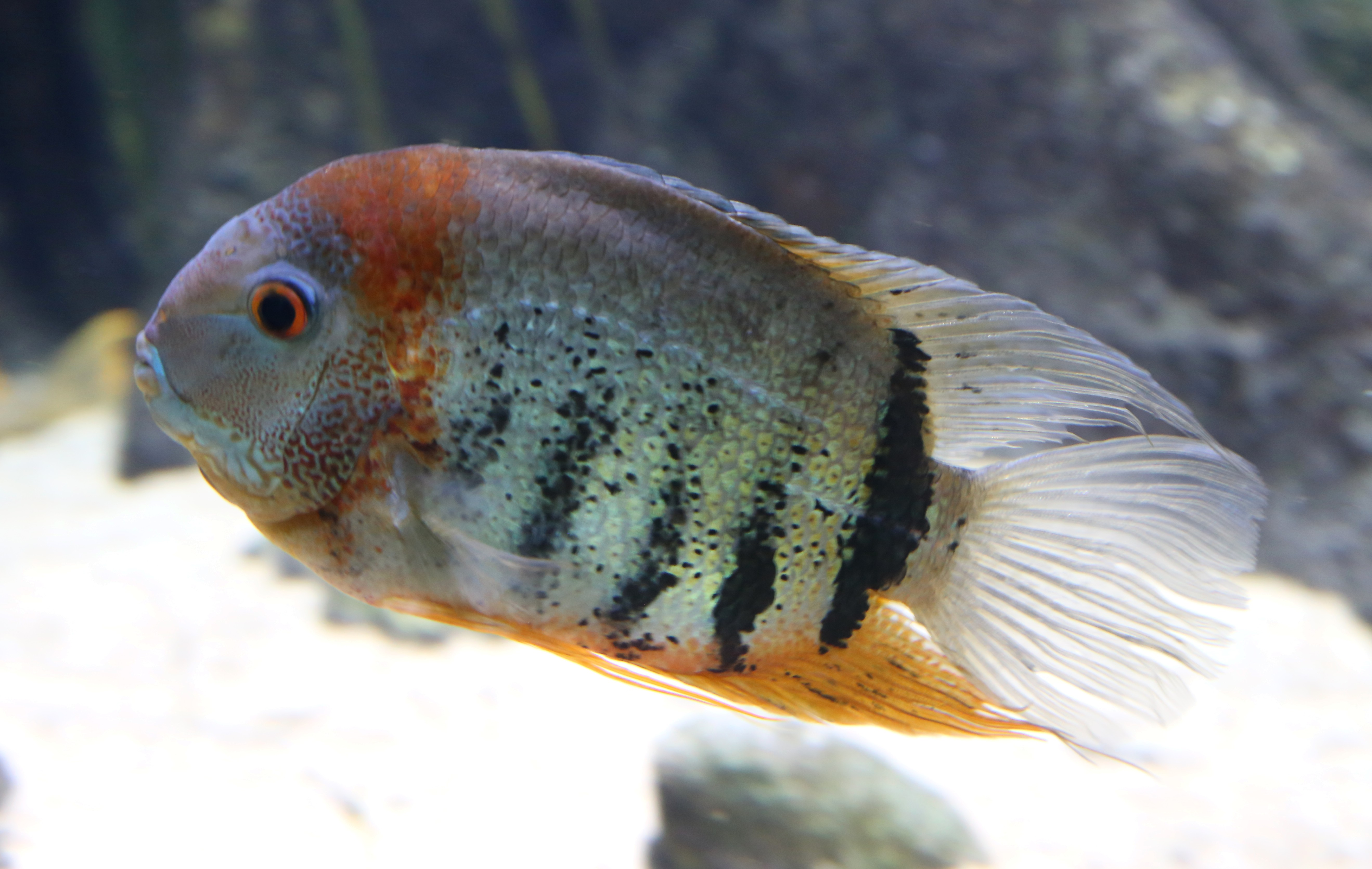
Heros efasciatus

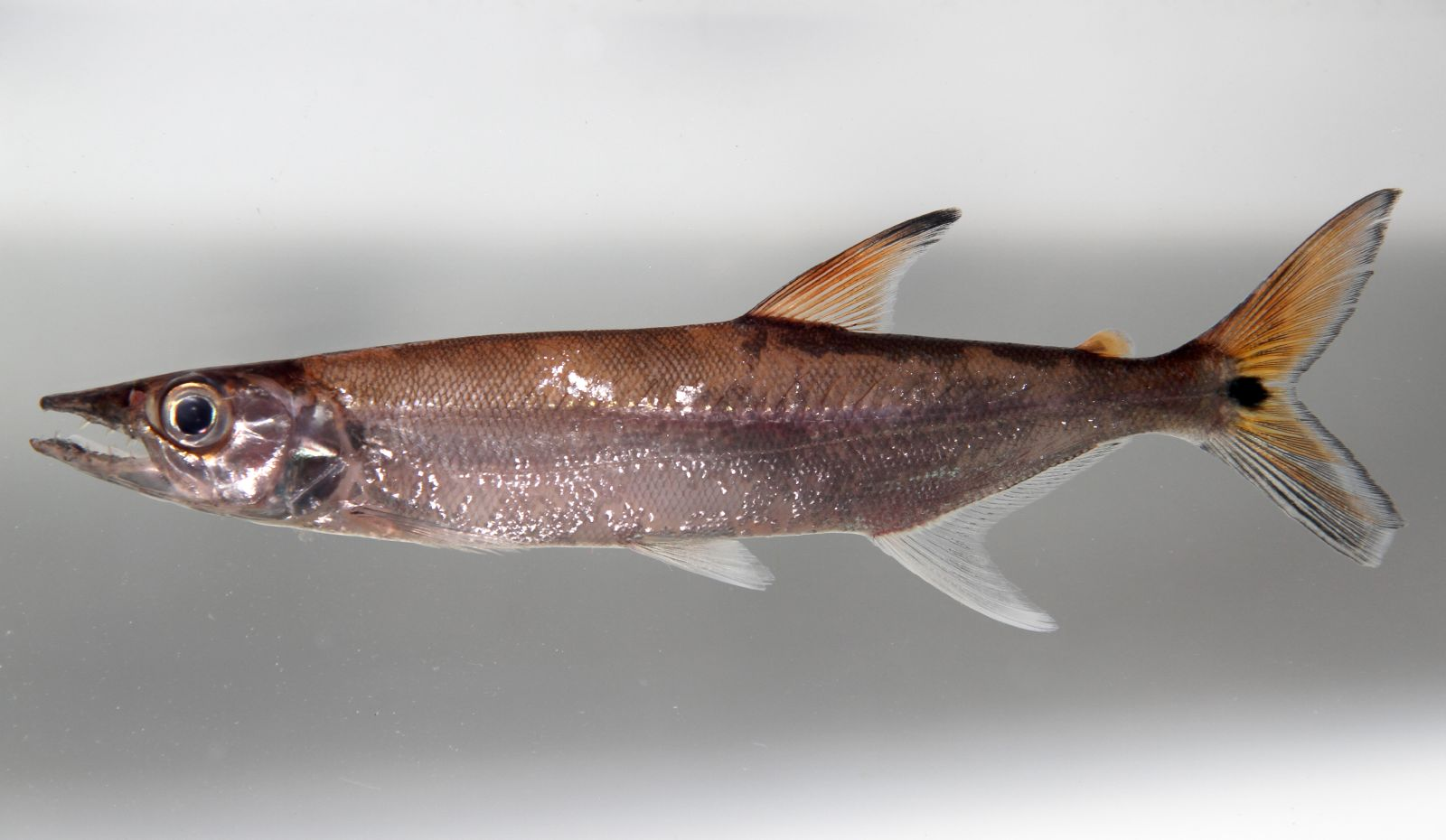
Acestrorhynchus microlepis

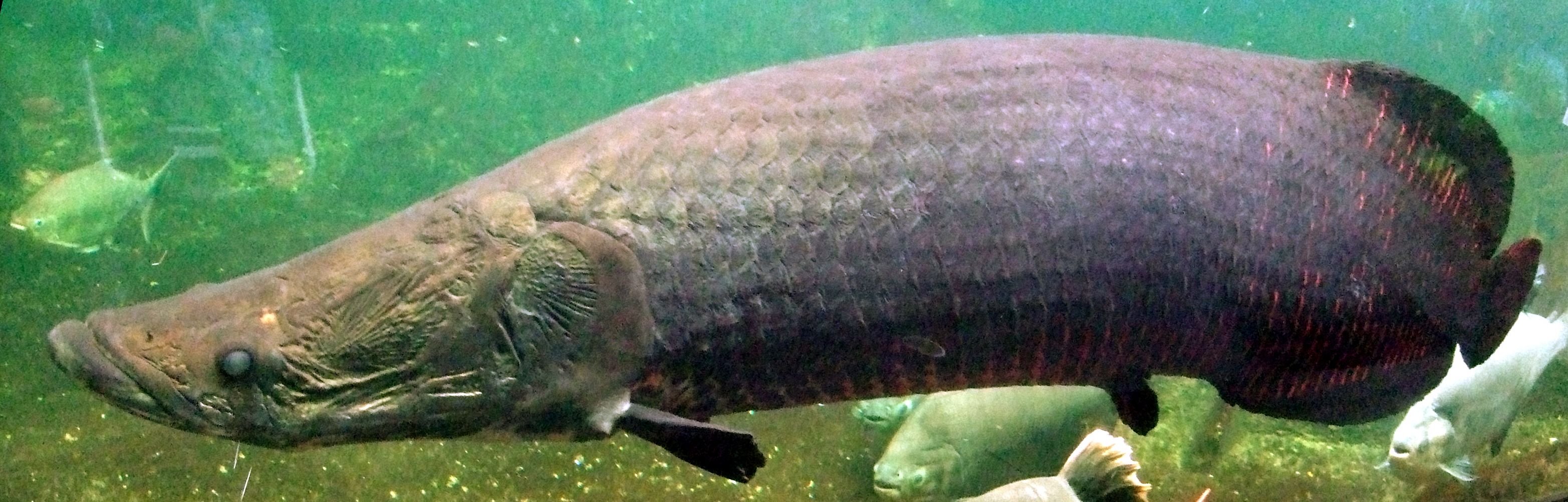
Arapaima (Arapaima gigas)

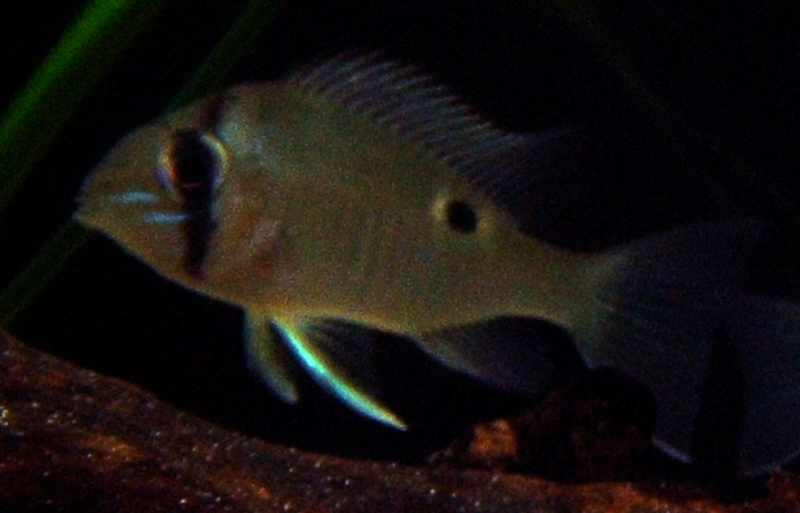
Biotodoma cupido

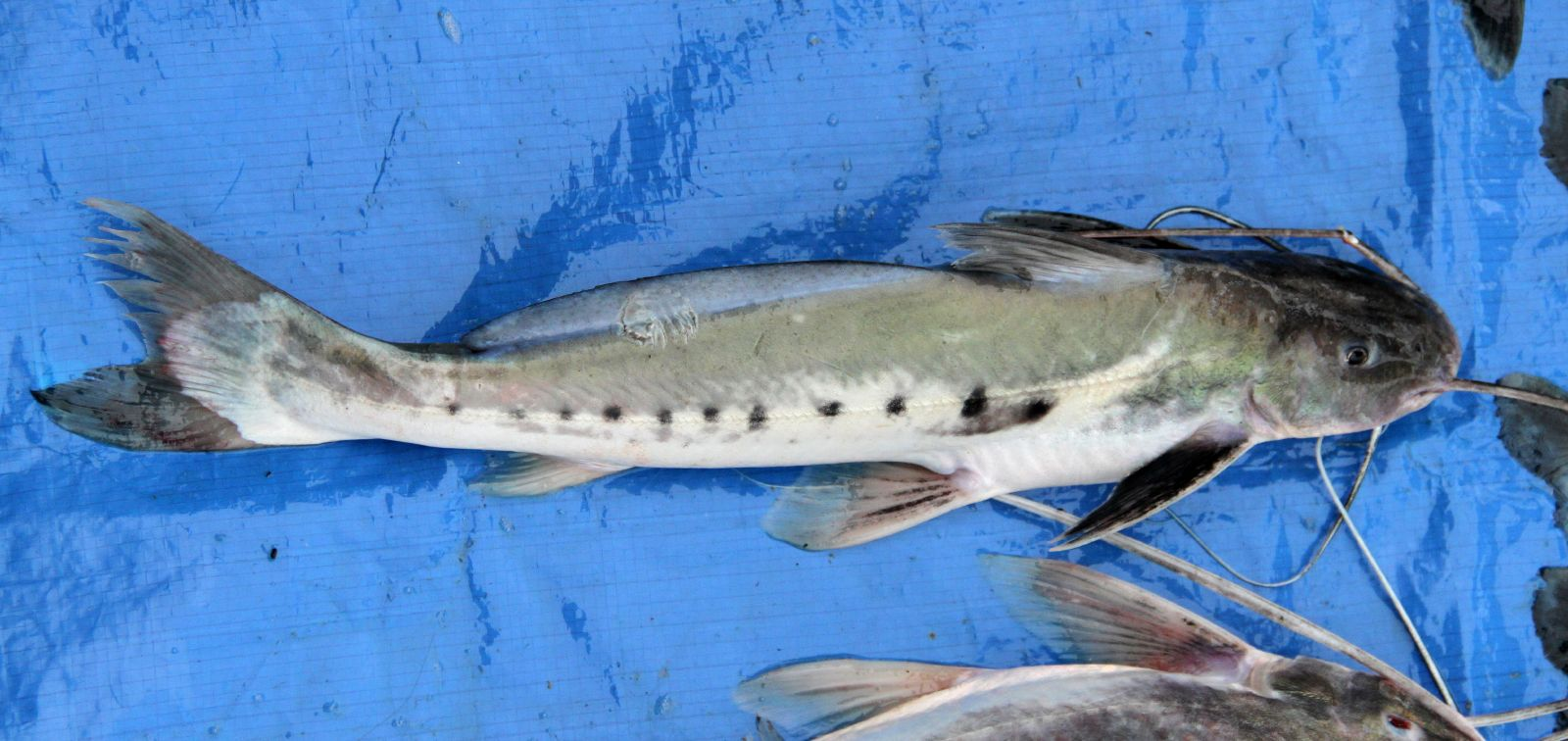
Calophysus macropterus

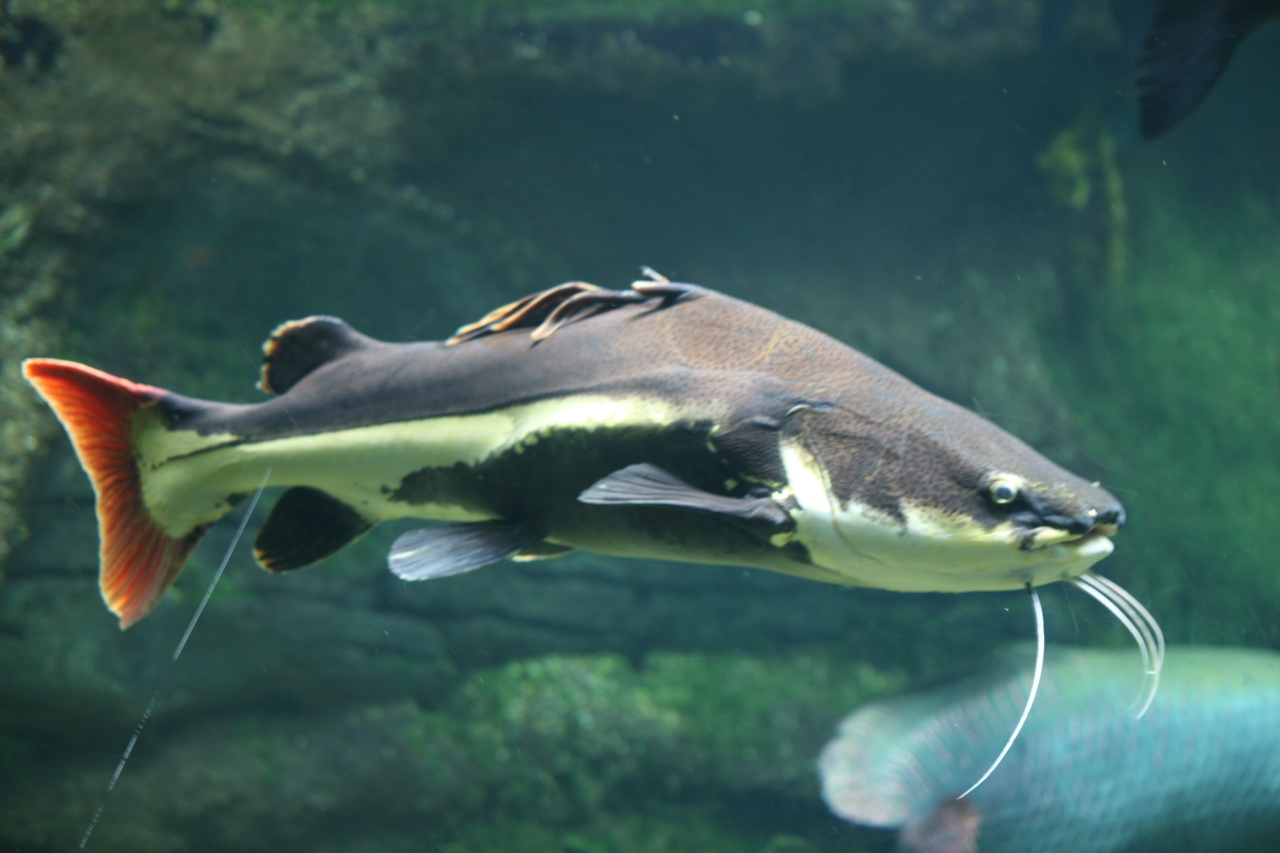
Peix gat de cua roja (Phractocephalus hemioliopterus)

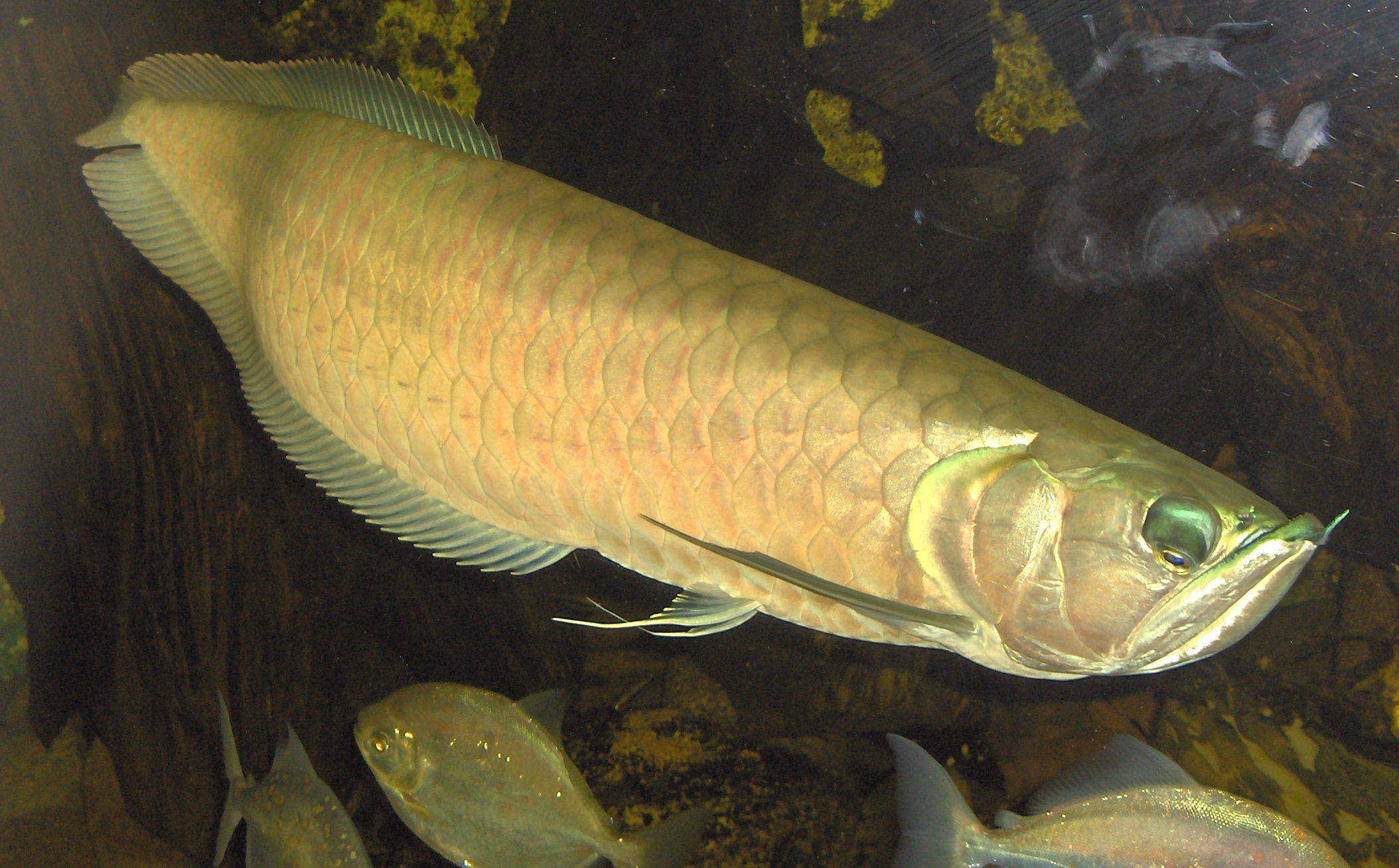
Aruanà (Osteoglossum bicirrhosum)

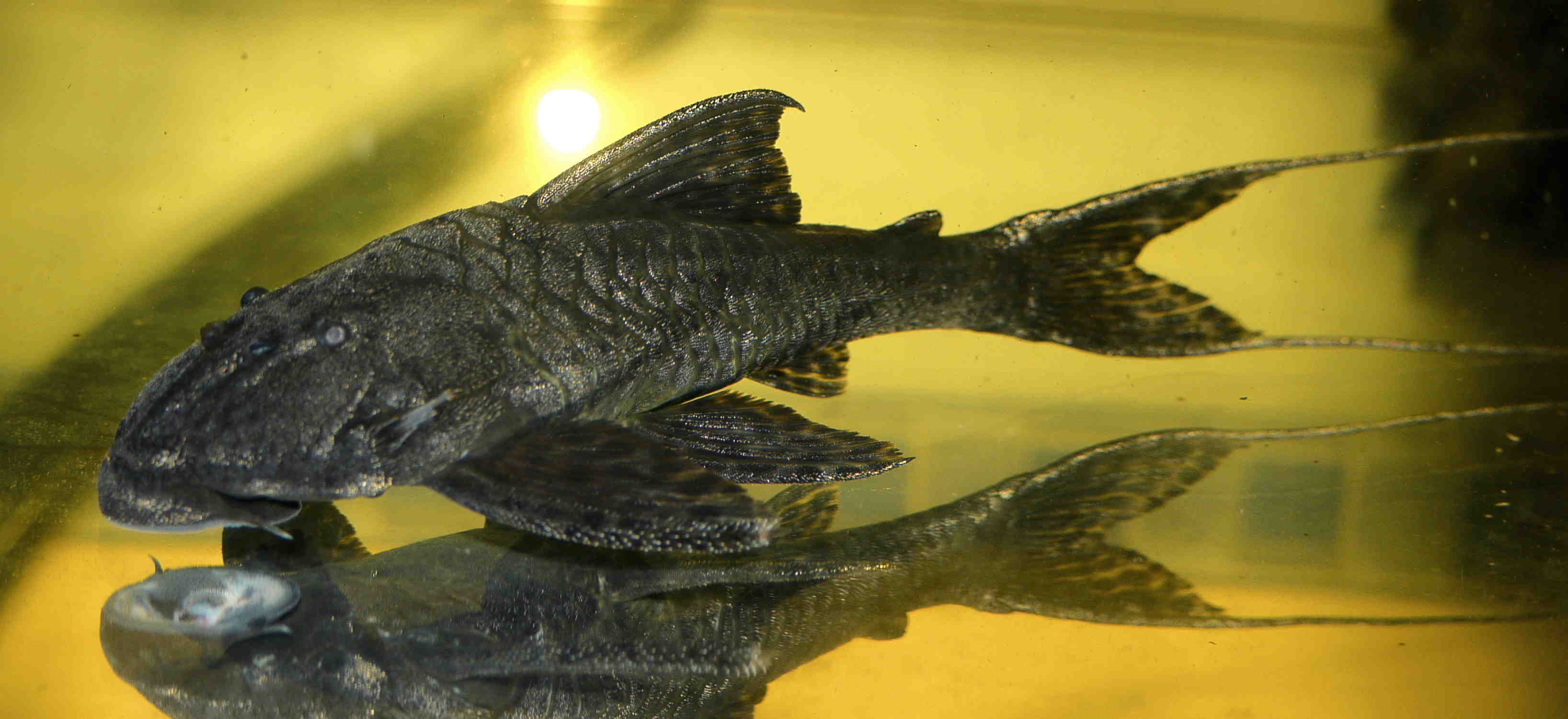
Hemiancistrus pankimpuju

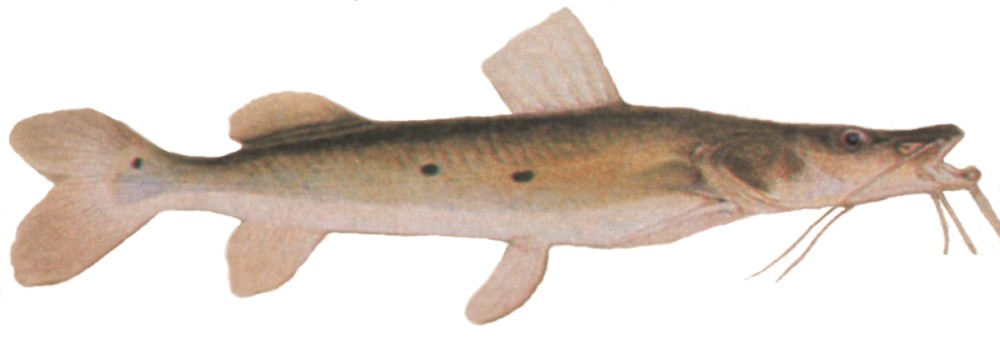
Hemisorubim platyrhynchos

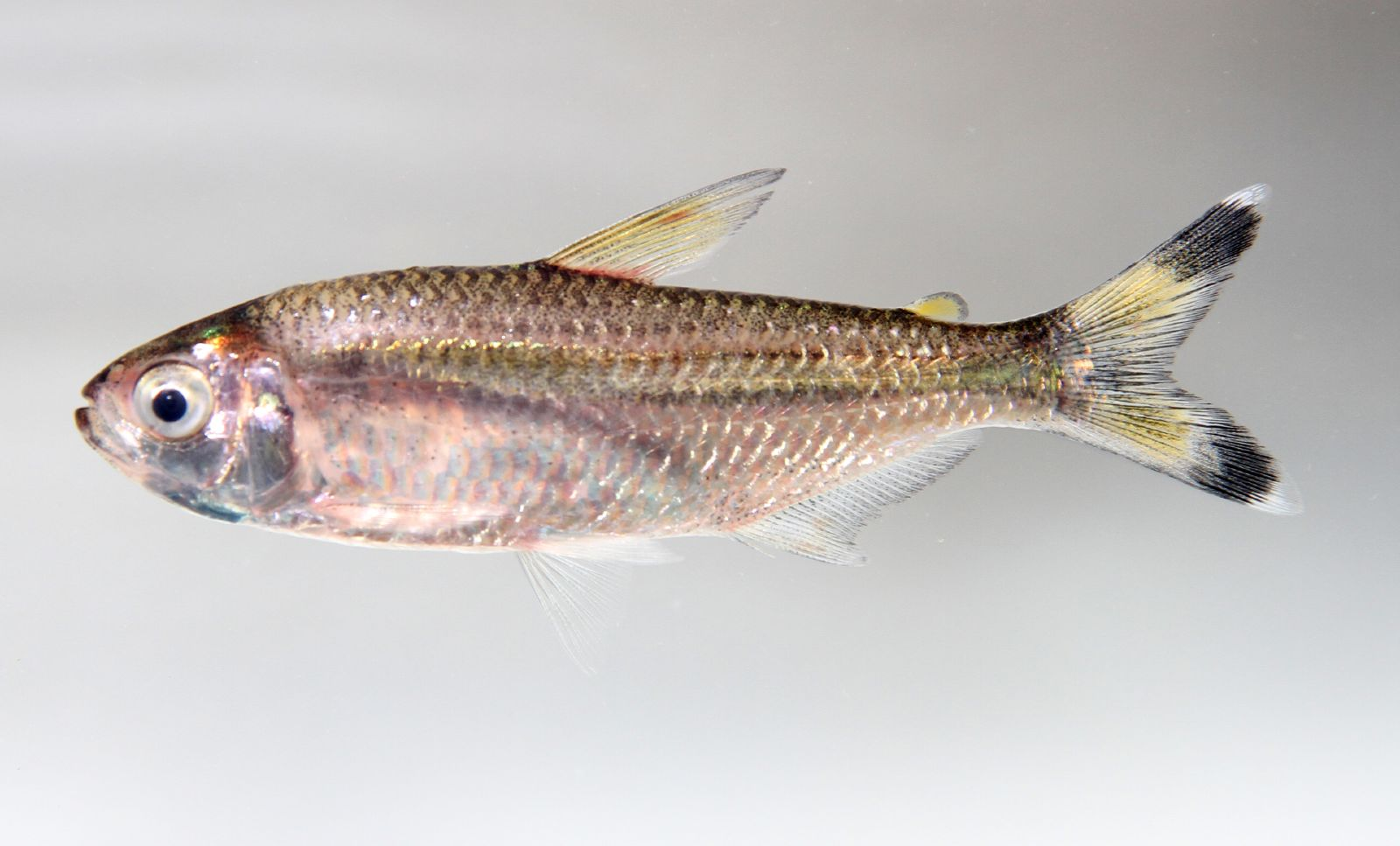
Moenkhausia dichroura

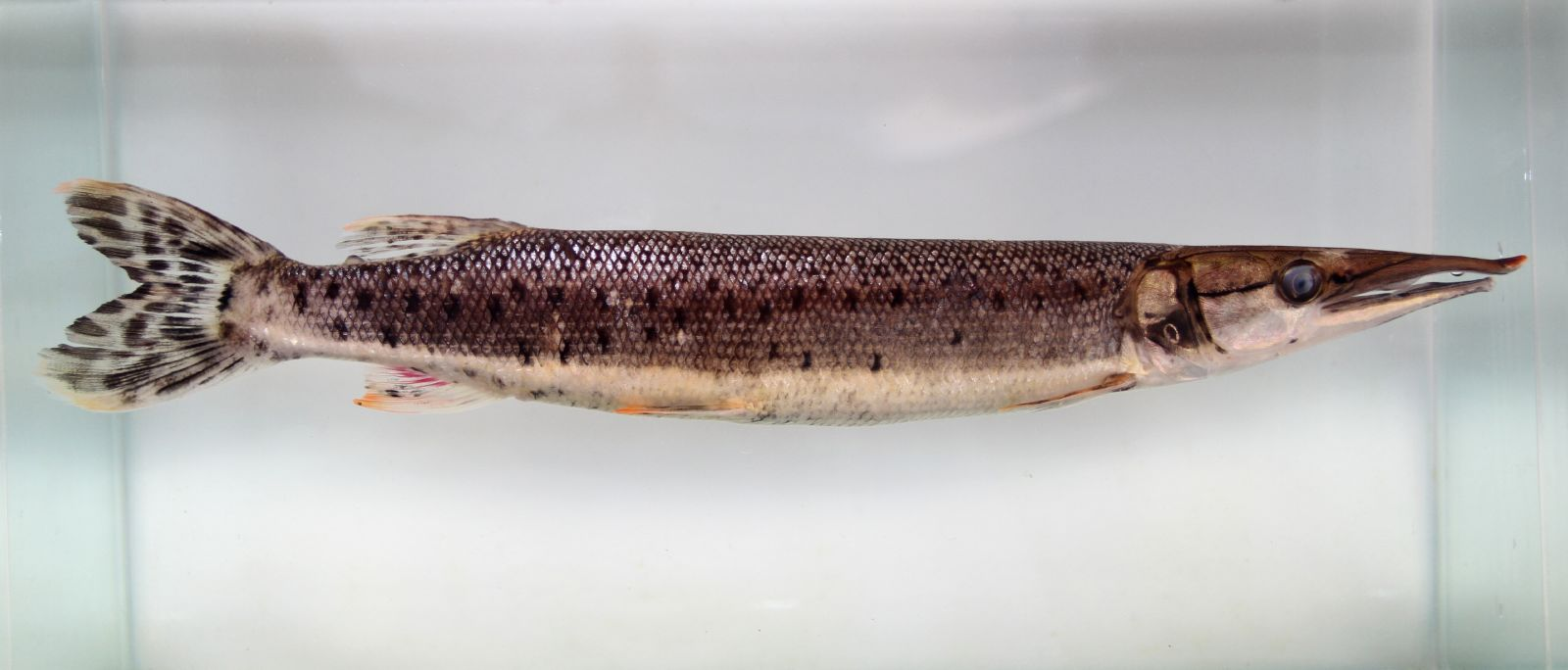
Boulengerella maculata

Aquesta llista de peixos del riu Marañón inclou 67 espècies de peixos que es poden trobar actualment al riu Marañón ordenades per l'ordre alfabètic de llur nom científic.

## A
- Acestrorhynchus microlepis
- Ageneiosus brevis
- Anchoviella alleni
- Apistoloricaria ommation
- Arapaima gigas
- Astroblepus festae
- Astroblepus labialis
- Astroblepus praeliorum
- Astroblepus supramollis

## B
- Biotodoma cupido
- Boulengerella maculata
- Brachyplatystoma juruense
- Brycon stolzmanni

## C
- Calophysus macropterus
- Chaetostoma branickii
- Chaetostoma breve
- Chaetostoma marmorescens
- Chaetostoma mollinasum
- Chasmocranus quadrizonatus
- Cordylancistrus platycephalus
- Corydoras splendens
- Creagrutus holmi
- Creagrutus kunturus
- Crenicara punctulatum
- Cyphocharax derhami

## E
- Ernstichthys megistus
- Etsaputu relictum

## G
- Gelanoglanis travieso[1]

## H
- Hemiancistrus pankimpuju
- Hemibrycon jelskii
- Hemibrycon polyodon
- Hemiodus amazonum
- Hemisorubim platyrhynchos
- Heros efasciatus
- Hypostomus ericius
- Hypostomus hemicochliodon

## I
- Imparfinis parvus

## L
- Laemolyta macra
- Lasiancistrus heteracanthus
- Lebiasina bimaculata
- Leptodoras acipenserinus
- Lipopterichthys carrioni

## M
- Moenkhausia dichroura

## O
- Osteoglossum bicirrhosum

## P
- Panaqolus albomaculatus
- Panaqolus dentex
- Panaqolus gnomus
- Panaqolus nocturnus
- Phractocephalus hemioliopterus
- Pimelodella montana
- Pinirampus pirinampu
- Platydoras costatus
- Platydoras hancockii
- Platystomatichthys sturio
- Potamotrygon falkneri
- Potamotrygon motoro
- Pseudorinelepis genibarbis
- Pterygoplichthys punctatus
- Pterygoplichthys scrophus
- Pterygoplichthys weberi

## R
- Rhynchodoras woodsi

## S
- Satanoperca jurupari
- Sorubim lima
- Sorubim maniradii
- Sorubimichthys planiceps
- Spatuloricaria puganensis

## T
- Trachelyopterus galeatus[2][3]